# ستيفن برادفورد (لاعب كريكت)
ستيفن برادفورد (15 يوليو 1963 في المملكة المتحدة - 25 أغسطس 2012 في المملكة المتحدة) (بالإنجليزية: Stephen Bradford)‏ هو لاعب كريكت بريطاني. لعب مع Lincolnshire County Cricket Club ‏.

## وصلات خارجية
- ستيفن برادفورد على موقع إي آس بي آن كريك إنفو (الإنجليزية)